# Новосадски хуманитарни центар
Новосадски хуманитарни центар (скраћено НСХЦ) је непрофитна и добротворна организација која доприноси стварању хуманог друштва кроз пружање подршке угроженом становништву, подстицање активизма грађана, истраживачки рад и образовање. Налази се у улици Арсе Теодоровића 3 у Новом Саду.

## Историја
Новосадски хуманитарни центар је основан 1998. године као мала група грађана која се током деведесетих, у време ратова и избегличке кризе, бавила пружањем подршке угроженим људима. Међу оснивачима су се налазили избегли са простора Босне и Херцеговине и држављани Републике Србије. У првим годинама рада је највише био окренут потребама великог броја избеглих и интерно расељених лица пружајући им психолошку, социјалну и материјалну подршку, а касније се развио у организацију која подржава различите угрожене и маргинализоване групе. Пружа психо–социјалне услуге, образовне и друге видове подршке посебно осетљивим групама у друштву, избеглим и расељеним лицима, Ромима, старијим особама, деци и младима, жртвама насиља и другим. Истражују потребе и потенцијале угрожених група и залажу се за остварење њихових права. У области промоције здравља се баве информисањем и едукацијом младих у области менталног и репродуктивног здравља. Пружају подршку и другим удружењима, подстичу активизам грађана, промовишу волонтерски рад и залажу се за хумано решавање проблема напуштених животиња и одговоран однос људи према животној средини.
Од 2003. године окупљају и пружају подршку групи волонтера који помажу сиромашној деци основношколског и средњошколског узраста да заврше школе, првобитно у оквиру Ромског дечијег центра, а данас у оквиру Дечијег центра. Првобитно је подршка у учењу реализована у Темеринској улици, затим у Основној школи „Јожеф Атила” Нови Сад, а данас у укупно четири основне школе – ОШ „Вељко Влаховић”, ОШ „Марија Трандафил” Ветерник, ОШ „Јожеф Атила” и ОШ „Никола Тесла” Нови Сад. Поред помоћи у учењу у овим школама организују креативне и едукативне радионице, психолошку и материјалну подршку и социјализацију. Сваког децембра организују акцију прикупљања и поделе новогодишњих пакетића „Буди Деда Мраз!”, током целе године излете и дружења са децом из других школа и установа међу којима је СОС Дечије село у Сремској Каменици и посете представа у Позоришту младих, Ноћи музеја, Дунавске ноћи, Адице, Распустилишта, Фестивала науке и сваке године излет на Фрушкој гори са Ерсте банком Нови Сад.
Од 2006. године у кући Новосадског хуманитарног центра постоји Служба кућне неге и помоћи, а од 2018. су лиценцирани пружаоци услуга помоћи у кући. Саветовалиште за младе при центру су основали 2008. у циљу промоције здравља и пружања психолошке подршке и помоћи.

## Пројекти
Пројекти Новосадског хуманитарног центра се финансирају донаторским средствима међународних организација, фондом градске, покрајинске и републичке владе добијених за реализацију пројеката одобрених на јавним конкурсима и прилозима волонтера и грађана.
Пројекти које су реализовали до сада и у којима су учествовали су:
- Партиципативно истраживање потреба, главних проблема и потенцијала у образовању Рома у Војводини 2006—2007.[7]
- Иницијатива за репродуктивно здравље младих у Војводини 2007—2008.[8]
- Наша школа – развој и примена модела инклузивног образовања 2007—2008.[9]
- Унапређење репродуктивног здравља младих у Војводини 2007—2008.[10]
- Пројекат хуманитарне помоћи старим Ромима 2007—2008.[11]
- Запослени, оснажени 2007—2009.[12]
- Теренска превенција ХИВ инфекције у ромским заједницама 2007—2014.[13]
- Родни конструкт у ромској заједници 2008—2009.[14]
- Инклузија старих Рома кроз социјалну интеракцију 2009.[15]
- Рурална и пољопривредна интеграција у подржавајућој околини 2009—2012.[16]
- Иницијатива за образовање ромских девојчица 2010—2013.[17]
- Накнадни упис грађана као улазница у правни систем 2011—2012.[18]
- Интеграција интерно расељених лица у локалну средину и олакшавање повратка у место ранијег пребивалишта 2011—2012.[19]
- Заштита и интеграција жртава трговине људима у АП Војводини 2011.[20]
- Сви различити, сви једнаки 2011—2012.[21]
- Волонтери без граница! 2012—2014.[22]
- Буди здрав/ау стварном и виртуелном свету[23]
- Локалне заједнице у борби против трговине људима 2013.[24]
- Заштита права и превенција насиља и дискриминације над Ромима 2013—2014.[25]
- Трајна решења за избеглице и интерно расељена лица у општини Жабаљ 2013—2015.[26]
- Млади су закон – Ресурс центар за Јужнобачки округ[27]
- НЕТ-Аге: мрежа подршке за активно старење[28]
- Подршка интеграцији избеглих и интерно расељених лица у општини Сомбор 2014—2016.[29]
- Подршка у остваривању права избеглих и интерно расељених лица у АП Војводини 2015.[30]
- Млади су закон – Бачка, Срем и Северни Банат 2015.[31]
- Волонтерска помоћ у учењу 2015—2016.[32]
- Подршка Европске уније инклузивном друштву 2015—2017.[33]
- Подршка у интеграцији избеглих и интерно расељених лица у АП Војводини 2016.[34]
- Оптимизација волонтерских услуга у време избегличке кризе 2016—2017.[35]
- Пројекат помоћи угроженој избегличкој деци и њиховим породицама[36]
- Мрежа мобилних тимова за помоћ најугроженијим појединцима из избегличке и интерно расељене популације 2016—2017.[37]
- Ургентна помоћ за избегличку децу у која траже азил и заштиту у Србији[38]
- Оснаживање жена избеглица, заштита и информисање 2017—2018.[39]
- Помоћ избеглицама у Србији у храни и непрехрамбеним артиклима[40]
- ЕмСИ – Оснаживање и социјално укључивање избеглица и миграната у Србији 2018.[41]
- Помоћ на путу: заштита људских права миграната који пролазе кроз Македонију и Србију[42]
- Млади промотери – Унапређење разумевања, изградња интеркултуралних компетенција 2018—2019.[43]
- Социјалне услуге отварају своја врата 2018—2020.[44]
- Важно је да знаш 2019.[45]
- Очување традиција кроз социјално предузетништво 2019—2022.[46]
- Радионице о репродуктивном здрављу адолесцената 2020.[47]
- Инклузивна заједница[48]
- Програм подршке развоју образовања и запошљавања[49]
- Спајалица – међугенерацијска солидарност за инклузивно друштво 2021.[50]
- МоБУЦ – Теренска нега и подршка у борби против ЦОВИД-19 за старије особе у руралној јужној Србији 2021—2023.[51]
- Изградња заједница прилагођених старијима кроз међугенерацијску акцију 2023—2025.[52]
- Очување и унапређење менталног здравља у заједници 2023.[53]
- Социјално менторство као приступ радној интеграцији за угрожене групе у Србији 2023—2024.[54]
- Подршка интеграција заједница угрожених страна у локалној заједници[55]

## Публикације
Аутори су и издавачи следећих публикација:
- „Водич за волонтирање старијих особа”
- „Водич кроз услуге социјалне заштите у Новом Саду”
- „Помоћ у кући старијим особама – приручник”
- „Живот са деменцијом”
- „Приступ адолесцената информацијама”
- „Мобилизатори у заједници”
- „Права избеглица, миграната и тражилаца азила”
- „Помоћ на путу”
- „Изван видокруга, експлоатисани и сами”
- „Мрежа подршке за квалитетно старење”
- „Ситуациона анализа”
- „Ментално здравље”
- „Роми и родна питања”
- „Између тржишта рада и људских капацитета”
- „Сви различити, сви једнаки”
- „Потребе и проблеми младих”
- „Целоживотно учење и неформално образовање”
- „Активизам и волонтеризам младих”
- „Социоекономски статус избеглица”
- „Преглед тржишта рада у Србији”
- „Образовањем против сиромаштва”
- „Иницијатива за репродуктивно здравље младих”
- „Приручник за рад са децом са посебним потребама”
- „Образовање Рома у Војводини
- „Кућна нега”
- „Аналитички извештаји SSI”
- „Право на азил у Републици Србији”
- „Процена КЦ Војводина”
- „У овим годинама”
- „Економска самоодрживост”